# Полные кавалеры ордена «За заслуги перед Отечеством»
В настоящем списке представлены в алфавитном порядке полные кавалеры ордена «За заслуги перед Отечеством». Список содержит информацию о дате рождения по новому стилю, месте рождения (с ойконимами на дату рождения), дате смерти и месте смерти кавалеров.
В списке 90 мужчин и 13 женщин.
Самыми молодыми полными кавалерами (по открытым указам) стали в день своего 60-летия Вячеслав Володин (4 февраля 2024), Олег Добродеев (28 октября 2019) и Константин Эрнст (6 февраля 2021). Возможно, Николай Патрушев и Сергей Иванов стали полными кавалерами в более молодом возрасте, но даты их награждений некоторыми степенями не известны. Самым пожилым — Владимир Зельдин (20 января 2015), награждённый последним орденом в возрасте 99 лет.
| № п/п | Фото | Фамилия, имя, отчество             | Дата рождения    | Место рождения                                                                                  | Дата смерти      | Место смерти                               | Дата награждения I степенью | Дата награждения II степенью | Дата награждения III степенью | Дата награждения IV степенью |
| ----- | ---- | ---------------------------------- | ---------------- | ----------------------------------------------------------------------------------------------- | ---------------- | ------------------------------------------ | --------------------------- | ---------------------------- | ----------------------------- | ---------------------------- |
| 1     |      | Адамян Лейла Вагоевна              | 20 января 1949   | Тбилиси, Грузинская ССР, СССР                                                                   |                  |                                            | 3 января 2024               | 27 декабря 2018              | 23 июня 2014                  | 19 января 2009               |
| 2     |      | Алекперов Вагит Юсуфович           | 1 сентября 1950  | Баку, Азербайджанская ССР, СССР                                                                 |                  |                                            | 4 мая 2022                  | 20 апреля 2014               | 10 июня 2010                  | 1 сентября 2005              |
| 3     |      | Алиев Муху Гимбатович              | 6 августа 1940   | с. Тануси, Хунзахский район, Дагестанская АССР, РСФСР, СССР                                     |                  |                                            | декабрь 2021                | 18 февраля 2010              | 14 ноября 2005                | 25 декабря 2000              |
| 4     |      | Алфёров Жорес Иванович             | 15 марта 1930    | Витебск, Витебский округ, Белорусская ССР, СССР                                                 | 1 марта 2019     | Санкт-Петербург, Россия                    | 14 марта 2005               | 2000                         | 4 июня 1999                   | 15 марта 2010                |
| 5     |      | Андреев Владимир Алексеевич        | 27 августа 1930  | Москва, РСФСР, СССР                                                                             | 29 августа 2020  | Москва, Россия                             | 21 августа 2020             | 30 июля 2010                 | 11 октября 2005               | 5 августа 1995               |
| 6     |      | Антонова Ирина Александровна       | 20 марта 1922    | Москва, РСФСР                                                                                   | 30 ноября 2020   | Москва, Россия                             | 6 декабря 2007              | 20 марта 2002                | 17 марта 1997                 | 28 февраля 2012              |
| 7     |      | Баранов Александр Александрович    | 15 июля 1941     | Арзаматово, Шарангский район, Кировская область, РСФСР, СССР                                    |                  |                                            | 3 октября 2021              | 20 декабря 2016              | 2 ноября 2010                 | 10 августа 2006              |
| 8     |      | Басин Ефим Владимирович            | 3 января 1940    | Хиславичи, Починковский район, Смоленская область, РСФСР, СССР                                  |                  |                                            | 22 апреля 2024              | 27 октября 2009              | 27 декабря 1999               | 26 августа 2020              |
| 9     |      | Бокерия Леонид Антонович           | 22 декабря 1939  | Очамчира, Абхазская АССР, Грузинская ССР, СССР                                                  |                  |                                            | 23 июня 2020                | 21 декабря 2004              | 30 сентября 1999              | 29 октября 2010              |
| 10    |      | Бортников Александр Васильевич     | 15 ноября 1951   | Молотов, Молотовская область, РСФСР, СССР                                                       |                  |                                            | нет данных                  | нет данных                   | нет данных                    | нет данных                   |
| 11    |      | Броневой Леонид Сергеевич          | 17 декабря 1928  | Киев, Украинская ССР, СССР                                                                      | 9 декабря 2017   | Москва, Россия                             | 13 сентября 2013            | 1 декабря 2008               | 17 декабря 2003               | 25 августа 1997              |
| 12    |      | Бугаков Юрий Фёдорович             | 25 января 1938   | Новосибирск, Новосибирская область, РСФСР, СССР                                                 | 30 декабря 2020  | Новосибирск, Новосибирская область, Россия | 30 мая 2018                 | 19 января 2013               | 30 января 2003                | 14 ноября 1997               |
| 13    |      | Васильев Владимир Абдуалиевич      | 11 августа 1949  | Клин, Московская область, РСФСР, СССР                                                           |                  |                                            | 2024                        | 17 июля 2019                 | 22 мая 2014                   | нет данных                   |
| 14    |      | Велихов Евгений Павлович           | 2 февраля 1935   | Москва, РСФСР, СССР                                                                             | 5 декабря 2024   | Москва, Россия                             | 2 февраля 2015              | 2 февраля 2005               | 17 августа 2000               | 25 января 2010               |
| 15    |      | Вербицкая Людмила Алексеевна       | 17 июня 1936     | Ленинград, РСФСР, СССР                                                                          | 24 ноября 2019   | Санкт-Петербург, Россия                    | 11 июня 2016                | 17 июня 2006                 | 7 февраля 2004                | 27 апреля 2000               |
| 16    |      | Винер-Усманова Ирина Александровна | 30 июля 1948     | Самарканд, Самаркандская область, Узбекская ССР, СССР                                           |                  |                                            | 20 июля 2023                | 16 июля 2018                 | 29 декабря 2008               | 24 августа 2005              |
| 17    |      | Винокур Владимир Натанович         | 31 марта 1948    | Курск, РСФСР, СССР                                                                              |                  |                                            | 6 июня 2023                 | 3 мая 2018                   | 22 марта 2008                 | 29 ноября 2003               |
| 18    |      | Вишневская Галина Павловна         | 25 октября 1926  | Ленинград, РСФСР, СССР                                                                          | 11 декабря 2012  | Москва, Россия                             | 1 декабря 2012              | 25 октября 2006              | 25 октября 1996               | 18 октября 2011              |
| 19    |      | Володин Вячеслав Викторович        | 4 февраля 1964   | Алексеевка, Хвалынский район, Саратовская область, РСФСР, СССР                                  |                  |                                            | 4 февраля 2024              | 2014                         | 2012                          | 20 апреля 2006               |
| 20    |      | Волчек Галина Борисовна            | 19 декабря 1933  | Москва, РСФСР, СССР                                                                             | 26 декабря 2019  | Москва, Россия                             | 17 декабря 2008             | 19 декабря 2003              | 15 апреля 1996                | 21 декабря 2013              |
| 21    |      | Воробьёв Юрий Леонидович           | 2 февраля 1948   | Красноярск, Красноярский край, РСФСР, СССР                                                      |                  |                                            | 2023                        | 2 ноября 2017                | 21 февраля 2000               | 23 декабря 1995              |
| 22    |      | Глазунов Илья Сергеевич            | 10 июня 1930     | Ленинград, РСФСР, СССР                                                                          | 9 июля 2017      | Москва, Россия                             | 10 июня 2010                | 11 октября 2005              | 9 июня 2000                   | 29 мая 1995                  |
| 23    |      | Громов Борис Всеволодович          | 7 ноября 1943    | Саратов, Саратовская область, РСФСР, СССР                                                       |                  |                                            | 25 сентября 2018            | 6 ноября 2003                | 2005                          | 7 ноября 2008                |
| 24    |      | Дедов Иван Иванович                | 12 февраля 1941  | с. Дмитряшевка, Хлевенский район, Воронежская область, РСФСР, СССР                              |                  |                                            | 26 июня 2013                | 8 февраля 2008               | 18 октября 2004               | 19 февраля 2001              |
| 25    |      | Дзасохов Александр Сергеевич       | 3 апреля 1934    | Орджоникидзе, Северо-Осетинская АССР, РСФСР, СССР                                               |                  |                                            | 2024                        | 30 марта 2004                | 17 марта 2001                 | 23 апреля 2009               |
| 26    |      | Добродеев Олег Борисович           | 28 октября 1959  | Москва, РСФСР, СССР                                                                             |                  |                                            | 28 октября 2019             | 2014                         | 12 апреля 2010                | 27 ноября 2006               |
| 27    |      | Доронина Татьяна Васильевна        | 12 сентября 1933 | Ленинград, РСФСР, СССР                                                                          |                  |                                            | 29 апреля 2019              | 13 сентября 2013             | 11 июня 2003                  | 23 октября 1998              |
| 28    |      | Жириновский Владимир Вольфович     | 25 апреля 1946   | Алма-Ата, Казахская ССР, СССР                                                                   | 6 апреля 2022    | Москва, Россия                             | 25 апреля 2021              | 18 апреля 2016               | 8 мая 2011                    | 20 апреля 2006               |
| 29    |      | Захаров Марк Анатольевич           | 13 октября 1933  | Москва, РСФСР, СССР                                                                             | 28 сентября 2019 | Москва, Россия                             | 13 октября 2008             | 11 октября 2003              | 26 апреля 1997                | 13 сентября 2013             |
| 30    |      | Зельдин Владимир Михайлович        | 10 февраля 1915  | Козлов, Козловский уезд, Тамбовская губерния, Российская империя                                | 31 октября 2016  | Москва, Россия                             | 20 января 2015              | 10 февраля 2010              | 10 февраля 2005               | 10 февраля 2000              |
| 31    |      | Зорькин Валерий Дмитриевич         | 19 февраля 1943  | с. Константиновка, Октябрьский район, Приморский край, РСФСР, СССР                              |                  |                                            | 25 октября 2021             | 19 октября 2011              | 18 февраля 2008               | 4 июля 2016                  |
| 32    |      | Зубков Виктор Алексеевич           | 15 сентября 1941 | п. Арбат, Кушвинский район, Свердловская область, РСФСР, СССР                                   |                  |                                            | 2012                        | 19 сентября 2008             | 9 мая 2006                    | 11 апреля 2000               |
| 33    |      | Иванов Сергей Борисович            | 31 января 1953   | Ленинград, РСФСР, СССР                                                                          |                  |                                            | нет данных                  | 31 января 2003               | нет данных                    | 31 января 2008               |
| 34    |      | Игнатенко Виталий Никитич          | 19 апреля 1941   | Сочи, Краснодарский край, РСФСР, СССР                                                           |                  |                                            | 20 апреля 2021              | 19 апреля 2011               | 19 апреля 2005                | 3 сентября 1999              |
| 35    |      | Илькаев Радий Иванович             | 9 октября 1938   | Тутура, Жигаловский район, Иркутская область, РСФСР, СССР                                       |                  |                                            | 2022                        | 2008                         | 2000                          | нет данных                   |
| 36    |      | Ковальчук Михаил Валентинович      | 21 сентября 1946 | Ленинград, РСФСР, СССР                                                                          |                  |                                            | 2018                        | 20 сентября 2016             | 9 июня 2011                   | 21 сентября 2006             |
| 37    |      | Козлов Валерий Васильевич          | 1 января 1950    | Костыли, Михайловский район, Рязанская область, РСФСР, СССР                                     |                  |                                            | 5 февраля 2024              | 14 августа 2014              | 17 сентября 2009              | 4 ноября 2005                |
| 38    |      | Кононенко Олег Дмитриевич          | 21 июня 1964     | Чарджоу, Туркменская ССР, СССР                                                                  |                  |                                            | 10 марта 2025               | 21 августа 2020              | 26 января 2017                | 25 марта 2014                |
| 39    |      | Костин Андрей Леонидович           | 21 сентября 1956 | Москва, РСФСР, СССР                                                                             |                  |                                            | 6 августа 2021              | 28 июля 2016                 | 20 сентября 2011              | 28 октября 2006              |
| 40    |      | Кутафин Олег Емельянович           | 26 июня 1937     | Одесса, Украинская ССР, СССР                                                                    | 4 декабря 2008   | Москва, Россия                             | 26 мая 2007                 | 26 июня 2002                 | 6 мая 2000                    | 18 июня 1997                 |
| 41    |      | Лавёров Николай Павлович           | 12 января 1930   | с. Пожарище, Коношский район, Няндомский округ, Северный край, РСФСР, СССР                      | 27 ноября 2016   | Москва, Россия                             | 2008                        | 22 июля 2005                 | 14 сентября 1999              | 16 июля 2015                 |
| 42    |      | Лавров Сергей Викторович           | 21 марта 1950    | Москва, РСФСР, СССР                                                                             |                  |                                            | 21 марта 2015               | 2010                         | 21 марта 2005                 | 12 мая 1998                  |
| 43    |      | Латынина Лариса Семёновна          | 27 декабря 1934  | Херсон, Одесская область, Украинская ССР, СССР                                                  |                  |                                            | 20 декабря 2024             | 8 марта 2015                 | 21 января 2010                | 27 декабря 2004              |
| 44    |      | Лебедев Вячеслав Михайлович        | 14 августа 1943  | Москва, РСФСР, СССР                                                                             | 23 февраля 2024  | Москва, Россия                             | 16 июля 2018                | 14 августа 2003              | 14 августа 1998               | 16 августа 2013              |
| 45    |      | Лещенко Лев Валерьянович           | 1 февраля 1942   | Москва, РСФСР, СССР                                                                             |                  |                                            | 24 октября 2017             | 20 января 2012               | 1 февраля 2007                | 31 января 2002               |
| 46    |      | Лужков Юрий Михайлович             | 21 сентября 1936 | Москва, РСФСР, СССР                                                                             | 10 декабря 2019  | Мюнхен, Германия                           | 21 сентября 2006            | 14 ноября 1995               | нет данных                    | 21 сентября 2016             |
| 47    |      | Макаровец Николай Александрович    | 21 марта 1939    | Кролевец, Кролевецкий район, Сумская область, Украинская ССР, СССР                              | 31 марта 2019    | Тула, Тульская область, Россия             | 28 марта 2019               | 2000                         | 22 июля 1995                  | 2014                         |
| 48    |      | Масляков Александр Васильевич      | 24 ноября 1941   | Свердловск, Свердловская область, РСФСР, СССР                                                   | 8 сентября 2024  | Москва, Россия                             | 14 октября 2021             | 24 ноября 2016               | 12 ноября 2011                | 21 ноября 2006               |
| 49    |      | Матвиенко Валентина Ивановна       | 7 апреля 1949    | Шепетовка, Шепетовский район, Каменец-Подольская область, Украинская ССР, СССР                  |                  |                                            | 2014                        | 19 марта 2009                | 7 апреля 1999                 | 28 сентября 2003             |
| 50    |      | Месяц Геннадий Андреевич           | 29 февраля 1936  | Кемерово, Западно-Сибирский край, РСФСР, СССР                                                   |                  |                                            | 5 февраля 2024              | 4 февраля 2006               | 4 июня 1999                   | 12 февраля 1996              |
| 51    |      | Михалков Никита Сергеевич          | 21 октября 1945  | Москва, РСФСР, СССР                                                                             |                  |                                            | 29 июня 2015                | 21 октября 2005              | 17 октября 1995               | 21 октября 2010              |
| 52    |      | Нарышкин Сергей Евгеньевич         | 27 октября 1954  | Москва, РСФСР, СССР                                                                             |                  |                                            | 2024                        | 2019                         | 2010                          | 4 июня 2008                  |
| 53    |      | Нургалиев Рашид Гумарович          | 8 октября 1956   | Джетыгара, Кустанайская область, Казахская ССР, СССР                                            |                  |                                            | нет данных                  | 2012                         | 2006                          | 2001                         |
| 54    |      | Осипов Юрий Сергеевич              | 7 июля 1936      | Тобольск, Тобольский округ, Омская область, РСФСР, СССР                                         |                  |                                            | 7 июля 2006                 | 4 июня 1999                  | 7 июня 1996                   | 14 июня 2013                 |
| 55    |      | Патрушев Николай Платонович        | 11 июля 1951     | Ленинград, РСФСР, СССР                                                                          |                  |                                            | 11 июля 2006                | 30 декабря 2002              | 1 августа 2005                | нет данных                   |
| 56    |      | Пиотровский Михаил Борисович       | 9 декабря 1944   | Ереван, Армянская ССР, СССР                                                                     |                  |                                            | 8 декабря 2024              | 6 декабря 2019               | 9 декабря 2009                | 9 декабря 2004               |
| 57    |      | Плисецкая Майя Михайловна          | 20 ноября 1925   | Москва, РСФСР, СССР                                                                             | 2 мая 2015       | Мюнхен, Германия                           | 20 ноября 2005              | 18 ноября 2000               | 21 ноября 1995                | 9 ноября 2010                |
| 58    |      | Полтавченко Георгий Сергеевич      | 24 февраля 1953  | Баку, Азербайджанская ССР, СССР                                                                 |                  |                                            | 22 ноября 2023              | 1 февраля 2018               | 23 февраля 2008               | 7 февраля 2003               |
| 59    |      | Рапота Григорий Алексеевич         | 5 февраля 1944   | Москва, РСФСР, СССР                                                                             |                  |                                            | 2024                        | 2021                         | 5 февраля 2014                | 26 декабря 2011              |
| 60    |      | Ресин Владимир Иосифович           | 21 февраля 1936  | Минск, БССР, СССР                                                                               |                  |                                            | 2022                        | 10 августа 2005              | 30 сентября 1995              | 31 декабря 2008              |
| 61    |      | Рождественский Геннадий Николаевич | 4 мая 1931       | Москва, РСФСР, СССР                                                                             | 16 июня 2018     | Москва, Россия                             | 13 февраля 2017             | 22 апреля 2011               | 31 января 2007                | 26 апреля 2001               |
| 62    |      | Россель Эдуард Эргартович          | 8 октября 1937   | с. Бор, Борский район, Горьковская область, РСФСР, СССР                                         |                  |                                            | 16 ноября 2009              | 5 апреля 2004                | 24 апреля 2000                | 20 июля 1996                 |
| 63    |      | Савиных Виктор Петрович            | 7 марта 1940     | д. Берёзкины, Оричевский район, Кировская область, РСФСР, СССР                                  |                  |                                            | 27 февраля 2020             | 6 марта 2000                 | 11 ноября 1994                | 12 декабря 2010              |
| 64    |      | Садовничий Виктор Антонович        | 3 апреля 1939    | с. Краснопавловка, Лозовский район, Харьковская область, Украинская ССР, СССР                   |                  |                                            | 16 апреля 2019              | 25 января 2005               | 2 апреля 1999                 | 30 марта 2009                |
| 65    |      | Сакович Геннадий Викторович        | 13 апреля 1931   | Чита, Восточно-Сибирский край, РСФСР, СССР                                                      |                  |                                            | 24 июня 2025                | 23 августа 2019              | 26 октября 2006               | 19 марта 2013                |
| 66    |      | Скринский Александр Николаевич     | 15 января 1936   | Оренбург, Оренбургская область, РСФСР, СССР                                                     |                  |                                            | 5 февраля 2024              | 22 февраля 2007              | 5 августа 2000                | 6 февраля 1996               |
| 67    |      | Смирнов Виталий Георгиевич         | 14 февраля 1935  | Хабаровск, Дальневосточный край, РСФСР, СССР                                                    |                  |                                            | 30 января 2020              | 19 апреля 2001               | 26 августа 1996               | 22 апреля 2010               |
| 68    |      | Соломин Юрий Мефодьевич            | 18 июня 1935     | Чита, Восточно-Сибирский край, РСФСР, СССР                                                      | 11 января 2024   | Москва, Россия                             | 29 июня 2015                | 18 июня 2005                 | 25 октября 1999               | 29 мая 1995                  |
| 69    |      | Спиваков Владимир Теодорович       | 12 сентября 1944 | Уфа, Башкирская АССР, РСФСР, СССР                                                               |                  |                                            | 9 августа 2019              | 2 сентября 2009              | 9 августа 1999                | 10 сентября 2014             |
| 70    |      | Степашин Сергей Вадимович          | 2 марта 1952     | Порт-Артур, Квантунская область, СССР                                                           |                  |                                            | 21 февраля 2022             | 2 марта 2007                 | 2 марта 2002                  | 28 февраля 2012              |
| 71    |      | Строев Егор Семёнович              | 25 февраля 1937  | д. Дудкино, Карачевский район, Орловская область, РСФСР, СССР                                   |                  |                                            | 5 декабря 2001              | 20 февраля 1997              | 2 мая 1996                    | 25 февраля 2007              |
| 72    |      | Табаков Олег Павлович              | 17 августа 1935  | Саратов, РСФСР, СССР                                                                            | 12 марта 2018    | Москва, Россия                             | 17 августа 2010             | 17 августа 2005              | 23 октября 1998               | 29 июня 2015                 |
| 73    |      | Темирканов Юрий Хатуевич           | 10 декабря 1938  | Нальчик, Кабардино-Балкарская АССР, РСФСР, СССР                                                 | 2 ноября 2023    | Санкт-Петербург, Россия                    | 9 декабря 2008              | 10 декабря 2003              | 1 декабря 1998                | 10 декабря 2013              |
| 74    |      | Терешкова Валентина Владимировна   | 6 марта 1937     | д. Большое Масленниково, Тутаевский район, Ярославская область, РСФСР, СССР                     |                  |                                            | 1 марта 2017                | 6 марта 2007                 | 6 марта 1997                  | 21 февраля 2022              |
| 75    |      | Токарев Николай Петрович           | 20 декабря 1950  | Караганда, Казахская ССР, СССР                                                                  |                  |                                            | 21 декабря 2020             | 13 марта 2013                | 19 марта 2010                 | 29 мая 2006                  |
| 76    |      | Толстой Георгий Кириллович         | 24 сентября 1927 | Ленинград, РСФСР, СССР                                                                          |                  |                                            | 17 августа 2017             | 21 сентября 2022             | 25 сентября 2007              | 10 октября 2002              |
| 77    |      | Трутнев Юрий Алексеевич            | 2 ноября 1927    | Москва, РСФСР, СССР                                                                             | 6 августа 2021   | Саров, Нижегородская область, Россия       | 2 ноября 2017               | 11 июня 2003                 | 26 января 1998                | 6 ноября 2012                |
| 78    |      | Тулеев Аман-гельды Молдагазыевич   | 13 мая 1944      | Красноводск, Красноводская область, Туркменская ССР, СССР                                       | 20 ноября 2023   | Кемерово, Кемеровская область, Россия      | 29 октября 2018             | 16 апреля 2012               | 17 января 2008                | 28 марта 2003                |
| 79    |      | Фадеев Геннадий Матвеевич          | 10 апреля 1937   | Владимиро-Шимановский, Свободненский район, Амурская область, Дальневосточный край, РСФСР, СССР |                  |                                            | 20 декабря 2016             | 27 июля 2001                 | 17 февраля 1995               | 17 июня 2005                 |
| 80    |      | Федосеев Владимир Иванович         | 5 августа 1932   | Ленинград, РСФСР, СССР                                                                          |                  |                                            | 30 мая 2018                 | 29 ноября 2005               | 26 ноября 2002                | 7 июня 1996                  |
| 81    |      | Фокин Валерий Владимирович         | 28 февраля 1946  | Москва, РСФСР, СССР                                                                             |                  |                                            | 6 февраля 2021              | 18 января 2016               | 2 июня 2010                   | 28 февраля 2006              |
| 82    |      | Фортов Владимир Евгеньевич         | 23 января 1946   | Ногинск, Ногинский район, Московская область, РСФСР, СССР                                       | 29 ноября 2020   | Москва, Россия                             | 2017                        | 18 января 2016               | 4 июня 1999                   | 27 марта 1996                |
| 83    |      | Фрадков Михаил Ефимович            | 1 сентября 1950  | с. Курумоч, Красноярский район, Куйбышевская область, РСФСР, СССР                               |                  |                                            | 12 сентября 2007            | 1 сентября 2005              | нет данных                    | нет данных                   |
| 84    |      | Фрейндлих Алиса Бруновна           | 8 декабря 1934   | Ленинград, РСФСР, СССР                                                                          |                  |                                            | 8 декабря 2024              | 28 октября 2019              | 5 февраля 2009                | 13 февраля 2004              |
| 85    |      | Хазанов Геннадий Викторович        | 1 декабря 1945   | Москва, РСФСР, СССР                                                                             |                  |                                            | 1 декабря 2015              | 1 декабря 2010               | 1 декабря 2005                | 29 ноября 2000               |
| 86    |      | Цаликов Руслан Хаджисмелович       | 31 июля 1956     | Орджоникидзе, Северо-Осетинская АССР, РСФСР, СССР                                               |                  |                                            | 2020                        | 2018                         | нет данных                    | 2012                         |
| 87    |      | Церетели Зураб Константинович      | 4 января 1934    | Тифлис, ЗСФСР, СССР                                                                             | 22 апреля 2025   | Москва, Россия                             | 26 июля 2010                | 4 января 2006                | 29 апреля 1996                | 20 февраля 2014              |
| 88    |      | Чазов Евгений Иванович             | 10 июня 1929     | Нижний Новгород, Нижегородская область, РСФСР, СССР                                             | 12 ноября 2021   | Москва, Россия                             | 10 июня 2009                | 12 июня 2004                 | 25 октября 2014               | 13 июня 2019                 |
| 89    |      | Чайка Юрий Яковлевич               | 21 мая 1951      | Николаевск-на-Амуре, Нижнеамурская область, Хабаровский край, РСФСР, СССР                       |                  |                                            | 18 мая 2021                 | 2016                         | 11 января 2011                | 21 мая 2006                  |
| 90    |      | Чемезов Сергей Викторович          | 20 августа 1952  | Черемхово, Черемховский район, Иркутская область, РСФСР, СССР                                   |                  |                                            | 2017                        | 2012                         | 20 августа 2007               | 2005                         |
| 91    |      | Черномырдин Виктор Степанович      | 9 апреля 1938    | с. Чёрный Отрог, Гавриловский район, Оренбургская область, РСФСР, СССР                          | 3 ноября 2010    | Москва, Россия                             | 24 марта 2009               | 23 марта 1998                | 9 апреля 2008                 | 9 апреля 2010                |
| 92    |      | Чубарьян Александр Оганович        | 14 октября 1931  | Москва, РСФСР, СССР                                                                             |                  |                                            | 3 октября 2021              | 20 декабря 2016              | 14 октября 2011               | 14 октября 2006              |
| 93    |      | Чурикова Инна Михайловна           | 5 октября 1943   | Белебей, Белебеевский район, Башкирская АССР, РСФСР, СССР                                       | 14 января 2023   | Москва, Россия                             | 29 июня 2018                | 13 сентября 2013             | 27 июля 2007                  | 25 августа 1997              |
| 94    |      | Шаймиев Минтимер Шарипович         | 20 января 1937   | с. Аняково, Актанышский район, Татарская АССР, РСФСР, СССР                                      |                  |                                            | 19 января 2007              | 17 января 1997               | 6 февраля 2010                | 14 января 2014               |
| 95    |      | Ширвиндт Александр Анатольевич     | 19 июля 1934     | Москва, РСФСР, СССР                                                                             | 15 марта 2024    | Москва, Россия                             | 29 мая 2019                 | 19 июля 2009                 | 21 июля 2014                  | 2 августа 2004               |
| 96    |      | Шмаков Михаил Викторович           | 12 августа 1949  | Москва, РСФСР, СССР                                                                             |                  |                                            | 29 октября 2024             | 21 октября 2019              | 12 августа 2009               | 12 августа 1999              |
| 97    |      | Шохин Александр Николаевич         | 25 декабря 1951  | с. Савинское, Плесецкий район, Архангельская область, РСФСР, СССР                               |                  |                                            | 22 мая 2024                 | 21 октября 2019              | 22 ноября 2011                | 29 апреля 2008               |
| 98    |      | Щедрин Родион Константинович       | 16 декабря 1932  | Москва, РСФСР, СССР                                                                             |                  |                                            | 25 августа 2022             | 3 декабря 2007               | 2 декабря 2002                | 13 декабря 2012              |
| 99    |      | Эйфман Борис Яковлевич             | 22 июля 1946     | Рубцовск, Алтайский край, РСФСР, СССР                                                           |                  |                                            | 2 июля 2021                 | 5 мая 2012                   | 16 марта 2007                 | 1 сентября 2003              |
| 100   |      | Эрнст Константин Львович           | 6 февраля 1961   | Москва, РСФСР, СССР                                                                             |                  |                                            | 6 февраля 2021              | 2014                         | 7 февраля 2011                | 27 ноября 2006               |
| 101   |      | Этуш Владимир Абрамович            | 6 мая 1922       | Москва, РСФСР                                                                                   | 9 марта 2019     | Москва, Россия                             | 6 мая 2018                  | 17 ноября 2008               | 6 мая 2003                    | 10 апреля 1995               |
| 102   |      | Ювеналий (Поярков)                 | 22 сентября 1935 | Ярославль, Ивановская Промышленная область, РСФСР, СССР                                         |                  |                                            | 21 сентября 2020            | 15 февраля 2016              | 20 сентября 2010              | 10 апреля 2006               |
| 103   |      | Яковлев Вениамин Фёдорович         | 12 февраля 1932  | Петухово, Петуховский район, Уральская область, РСФСР, СССР                                     | 24 июля 2018     | Москва, Россия                             | 31 января 2005              | 11 февраля 2002              | 15 января 1997                | 10 февраля 2012              |